# Aeròdrom

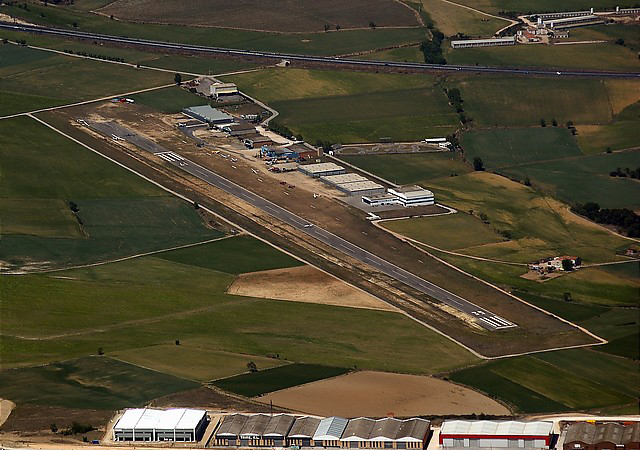
Vista aèria de l'Aeròdrom d'Igualada-Òdena.

Un aeròdrom és una superfície especialment adaptada i amb la infraestructura necessària que permet l'enlairament i aterratge d'aeronaus. Una definició més àmplia és la de l'Organització d'Aviació Civil Internacional: 
"Una àrea definida de superfície terrestre o aigua (incloent qualsevol edifici, instal·lacions i equipament) que tenen per objectiu ser utilitzades exclusivament per l'arribada, enlairament i moviments de superfície d'aeronaus."
Solen comptar amb almenys una pista d'aterratge, hangars i altres instal·lacions útils per a donar servei a les aeronaus i els seus pilots i usuaris. Anteriorment el terme aeròdrom s'aplicava a qualsevol camp d'aviació, però després de la generalització de les línies aèries ha passat a designar aquells camps que no tenen trànsit regular o les instal·lacions avançades dels aeroports. Així des dels aeròdrom solen operar avionetes i ultralleugers pertanyents a l'aviació general.

## Història
Els primers aviadors van utilitzar per als seus vols esplanades amb les dimensions suficients per a la carrera d'enlairament dels seus aerodins preferentment buidats d'obstacles elevats en l'adreça del vent dominant, per a evitar que un angle d'elevació poc pronunciat que podria ser ocasionat per una potència insuficient del motor o una sobrecàrrega de l'aeronau pogueren derivar en una col·lisió amb els esmentats obstacles.
D'aquesta forma hipòdroms, parcs o simples prats o rasos van ser els primers camps d'aviació improvisats. Amb l'inici de les activitats econòmiques relacionades amb l'aviació les companyies comercials o les escoles van sentir la necessitat de comptar amb instal·lacions per al seu ús exclusiu evitant al mateix temps el perill d'interferències per part d'altres possibles usuaris.
Les primeres aerolínies com la fundada per Pierre-Georges Latécoère, quan van establir les seues primeres rutes, es van veure en l'obligació d'arribar a acords amb propietaris de camps d'aviació existents o crear els seus propis per a establir allí les estacions de desocupada dels seus vols, ja que en aquells temps l'autonomia de les aeronaus era limitada i els vols es realitzaven per etapes.

## Aeròdroms a Catalunya
- Aeròdrom d'Alfés
- Aeròdrom de Calaf-Sallavinera
- Aeròdrom de la Cerdanya
- Aeròdrom d'Empuriabrava
- Aeròdrom d'Igualada-Òdena General Vives
- Aeròdrom Barcelona-Bages
- Aeròdrom de Montlluís
- Aeròdrom de Santa Llocaia

## Galeria d'imatges

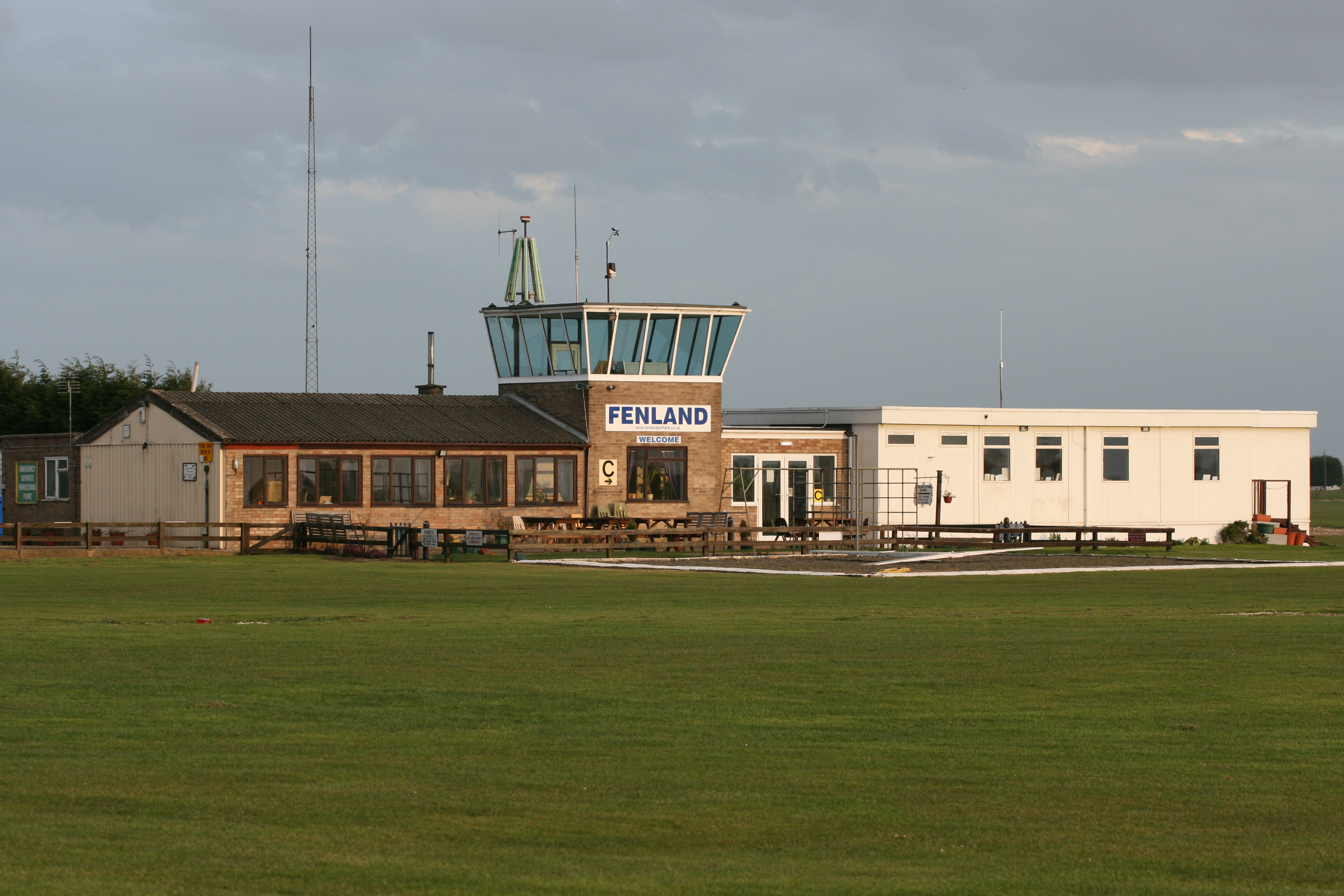
Instal·lacions de l'aeròdrom de Fenland (Lincolnshire, Anglaterra), amb la torre de control i l'aeroclub.
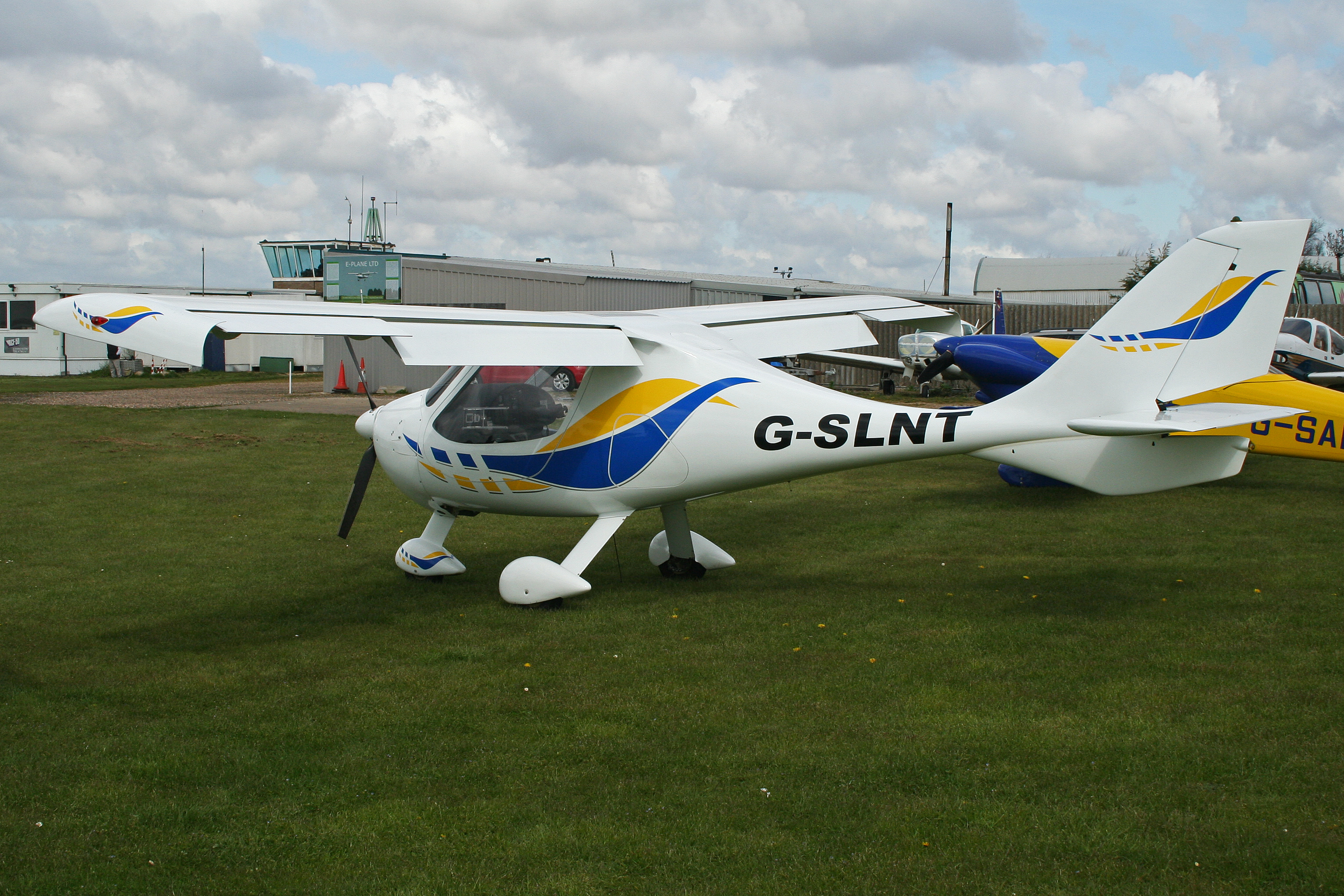
Ultralleuger CTSW a l'aeròdrom de Fenland.
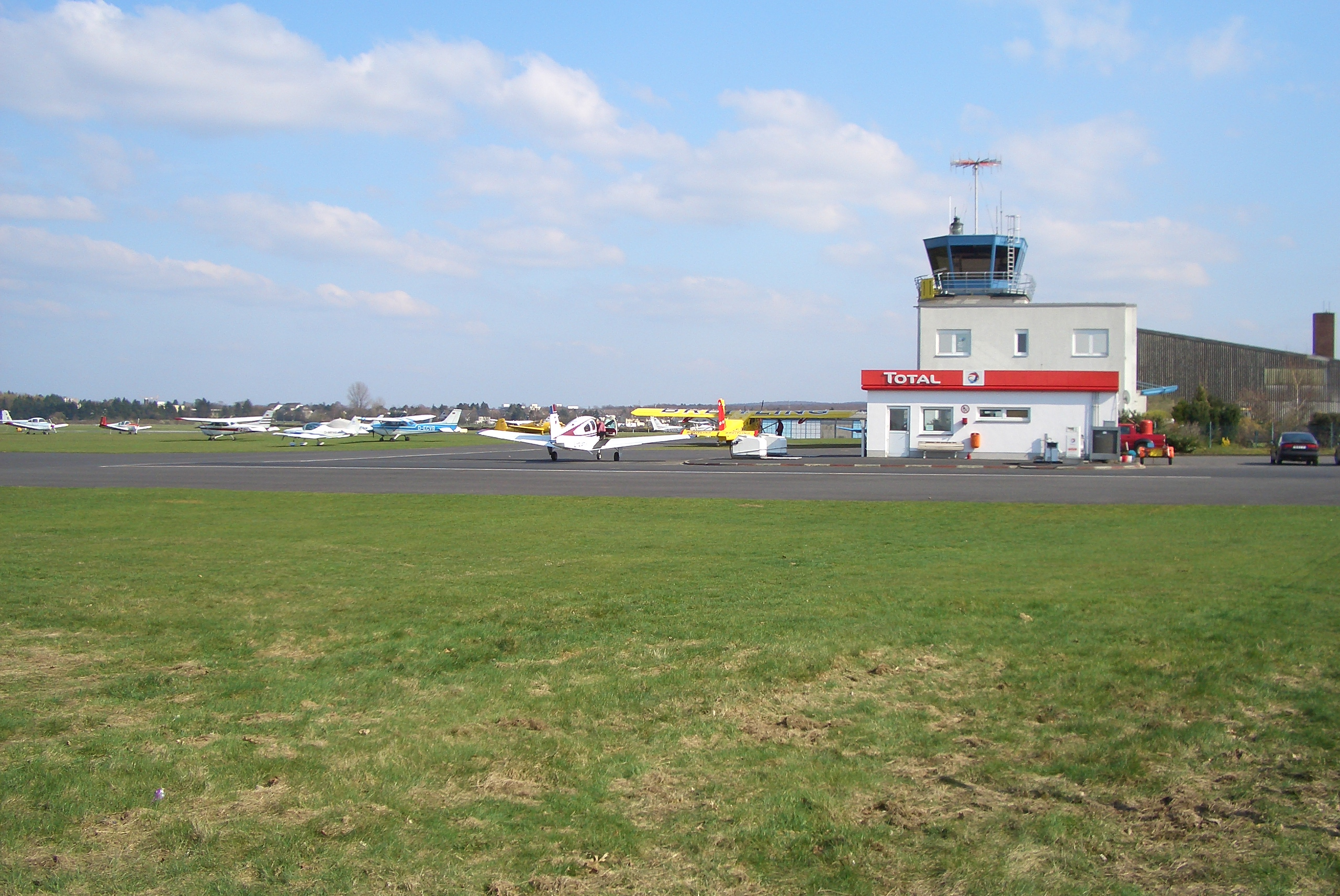
Camp d'aviació a Hangelar, prop de Bonn